# 安东·契诃夫
安东·帕夫洛维奇·契訶夫（羅馬化：Anton Pavlovich Chekhov；1860年1月29日［儒略曆1月17日］—1904年7月15日［儒略曆7月3日］），19世紀末俄国的世界级短篇小说巨匠、作家，其剧作也对20世纪戏剧产生了很大的影响。他坚持現實主義传统，也繼承了批判现实主义的特性。注重描写俄国中等阶层人民的平凡生活，塑造具有典型性格的小人物，藉此忠實反映出當時俄國社會反动统治阶级的残暴現況，抨击了沙皇的专制制度。他的作品的三大特征是对丑恶现象的嘲笑、对贫苦人民的深切的同情、以及作品的幽默性和艺术性。

## 早年生活
契诃夫于1860年1月29日（儒略历1月17日）誕生於俄国罗斯托夫州亞速海边的塔甘羅格，在家里活下来的六个子女中排行第三。

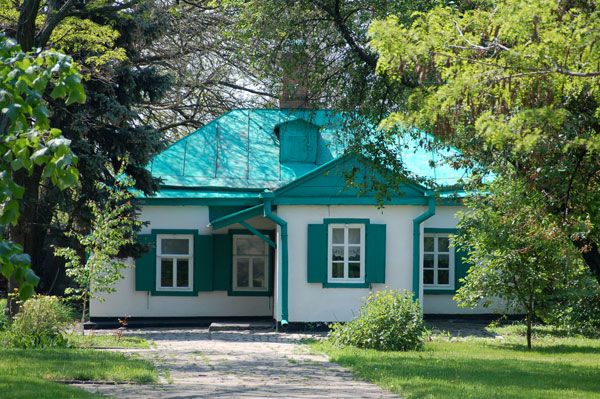
契诃夫在這棟房子出生

他的祖父和父亲都曾是农奴。凭借自己的勤劳和智慧，契诃夫的祖父叶果罗夫·契诃夫当上了自己所从属的地主家的糖厂经理，并陆续积累了一笔钱，终于在1841年为自己的全家赎了身。契诃夫的父亲帕维尔·叶果罗维奇·契诃夫获得自由后娶了一名服装商人的女儿，名叫叶夫根尼娅，并在塔甘罗格当杂货店店主。对东正教十分虔诚甚至于狂热，有些歷史學者認為契诃夫父親是他筆下虛偽角色的模型。父亲的商店经营惨淡，这使得契诃夫从小生活艰难。父亲对孩子非常严厉，经常打骂。尽管如此，契诃夫对父母始终非常孝顺。他的母亲经常给儿女们讲故事，而且讲得很好。她讲的主要是她和她的服装商人父亲在整个俄国旅行的故事。契诃夫从小就喜欢喜剧和表演，这为他后来的剧作家之路埋下了基础。契诃夫后来曾说：“我们的天赋源自我们的父亲，但我们的灵魂源自母亲。”
1867年，他进入当地的一所希腊小学读书。1876年，契诃夫的父親的商店破产，举家逃往莫斯科避债，并在那里谋生。契诃夫因学习法语未能成行，靠擔任家庭教師、变賣家里的物品和在仓库工作等方式来维持生计，于1879年完成高中學業，前往莫斯科和家人团聚。在这里他获得了奖学金得以进入莫斯科大学医学院（现俄罗斯莫斯科国立第一医科大学-谢东诺夫大学）。这年年底，他写成了短篇小说《给博学的邻居的一封信》，这是他的开刃作。

## 早期创作

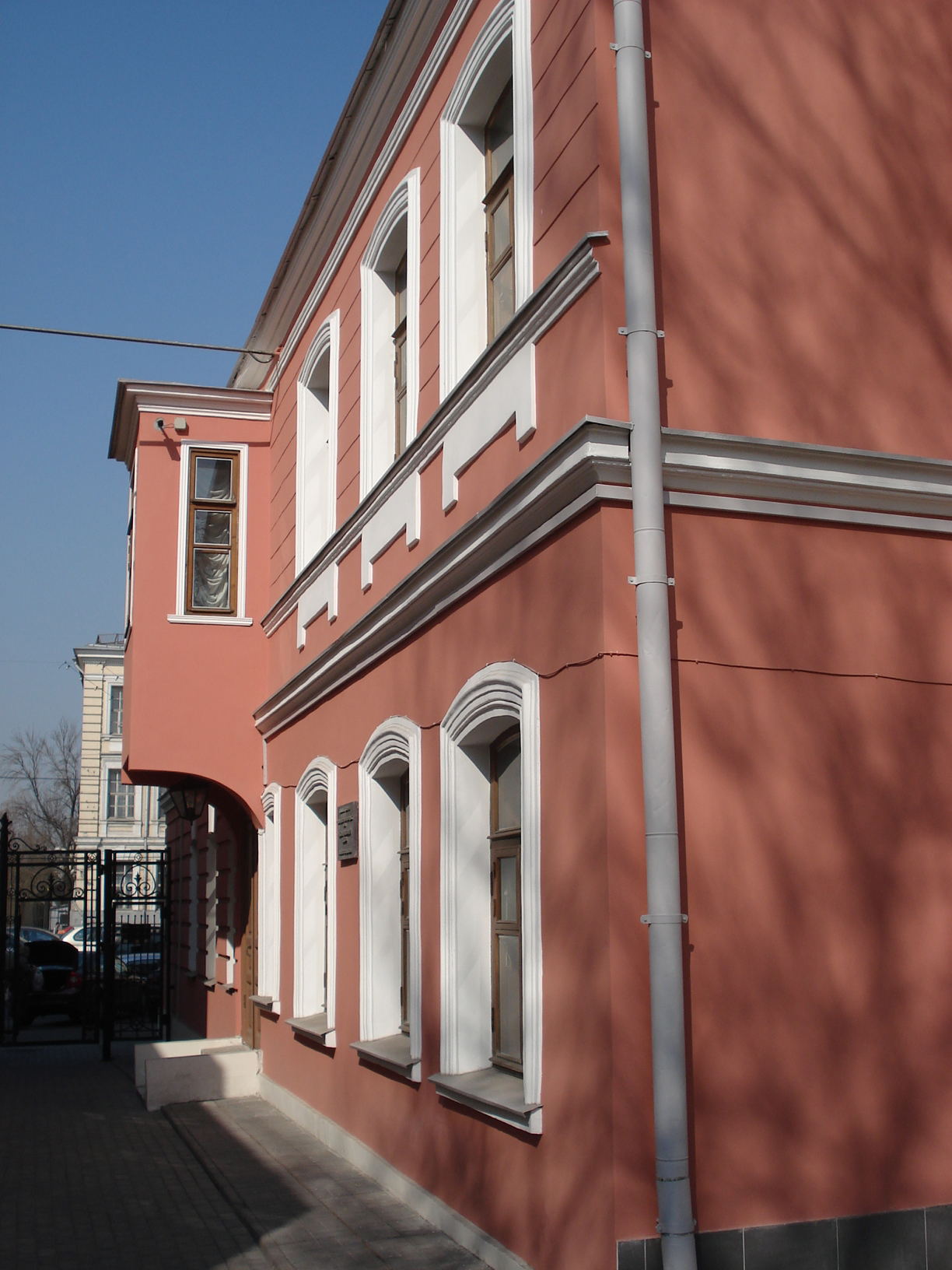
契诃夫在莫斯科的故居

### 登上文坛
由于家境困难，1880年，契诃夫开始以文学记者的身份为一些幽默刊物写些短小的幽默作品，借以维持生活，他就这样开始了文学生涯。这些搞笑作品艺术价值不是很高，但可读性很强，而且也能见容于当时的书刊检察机关。他逐渐拥有了一批读者。渐渐地，他的名声开始传播。不过，他早期的幽默作品中也有一些针砭时弊、讽刺社会不良现象和世态人心的佳作。1880年3月，他将短篇小说《给博学的邻居的一封信》发表在《蜻蜓》杂志（Стрекоза）上，这既是他的开山之作，也是他的成名作。当时他正在上大学一年级，他署的名是“安托沙·契洪捷”（Антоша Чехонте）。文中讽刺了一个不学无术而又自命不凡的旧式地主的愚昧无知，发表后受到了读者的热烈欢迎（很明显，他受到了当时俄国大量流行的幽默杂志的影响）。此时他写得很快，作品数量很多。很快不少人都知道有这样一个爱挖苦人的作者，他也引起了一些著名作家的关注。他开始以文学记者的身份给《蜻蜓》、《花絮》等杂志投稿，用的是笔名。他在成名之后继续着自己早年的这一习惯。1880年，他的开刃作发表之后，他结识了著名风景画家列维坦，并成为至交。

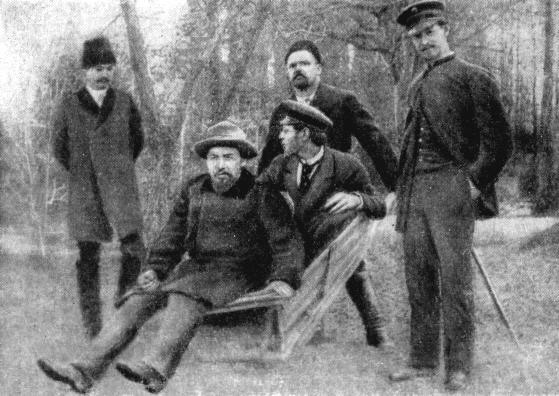
列维坦在1892年4月为契诃夫一家的男丁拍摄的照片（坐在最前排的就是契诃夫）

### 早期创作
1883年，他发表了一些早期创作的短篇小说名篇：《胖子和瘦子》、《喜事》、《在钉子上》、《胜利者的得意洋洋（一位退休的十四品文官的故事）》、《小公务员之死》（Смерть чиновника）、《不平的镜子》、《谜一样的性格》、《站长》，这些作品奠定了他在俄国文坛的地位。1884年契诃夫大學毕业，获得医学学士学位和行医执照。这一年，他又发表了一些短篇小说名篇：《文官考试》、《戴假面具的人》、《变色龙》（Хамелеон）、《外科手术》。他在《变色龙》中将其讽刺手法使用的淋漓尽致。他的创作开始转向劳动者的困苦生活，艺术性也不断提高。这一年，他出版了第一本书：《墨尔波墨涅的故事》（Сказки Мельпомены），里面收集了六个在幽默刊物发表过的短篇小说。该书的出版坚定了他文学创作的决心。此前他在大学毕业时曾给自己这样定位：“医生是我的职业，写作只是我的业余爱好。”
1885年，他创作并发表了《皮靴》、《马姓》、《迷路的人》、《预谋犯》、《未婚夫和爸爸（现代小品）》、《客人（一个场景）》、《名贵的狗》、《纸里包不住火》、《哼，这些乘客们！》、《普里什别叶夫中士》、《猎人》、《哀伤》等短篇小说名篇。他也开始尝试创作剧本。

### 创作风格的转变

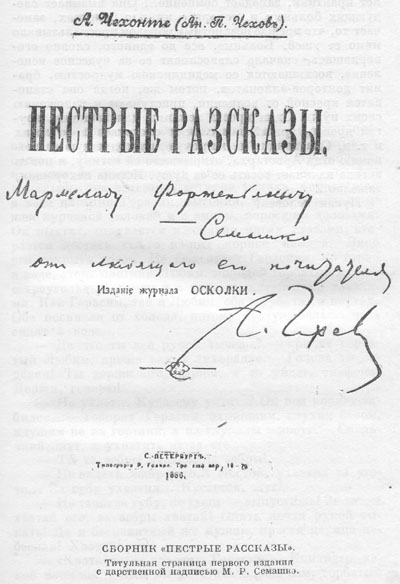
《莫特利故事》的初版扉页

1886年，他发表了《太太们》、《幸福的人》、《在别墅里》、《大提琴的浪漫故事》、《一件艺术品》、《白嘴鸦》等短篇小说，以及《苦闷》（Тоска）、《万卡》（Ванька）和《食客》、《校长》等系列短篇小说。这里面的《苦闷》和《万卡》是其早期创作的一次思想和艺术上的飞跃，他在里面不再写幽默故事了。接着，他发表了短篇小说集《莫特利故事》，其中就包括著名的《苦闷》、《万卡》，尤其是前者，讲述一个失去了儿子的老马车夫无处倾诉自己的苦闷，只好向自己的马倾诉的故事。这部作品语言朴素，情感真挚，后来被众多名家一致赞赏。新西兰短篇小说家凯瑟琳·曼斯菲尔德甚至曾说“哪怕法国的全部短篇小说都毁于一炬，只要《苦悶》留存下来了，我就不会感到可惜。”（Пестрые рассказы）。
这一年，一个不起眼的名叫德米特里·瓦西里耶维奇·格里果罗维奇（Дмитрий Васильевич Григорович）的作家发现了契诃夫的才华，写了一封信给他，信中肯定他的文学才华，他鼓励契诃夫充分发扬他的这一天赋，希望他珍惜自己的才华，使他自己的创作态度更加严谨，多写有意义的作品（此人因此而被称为“著名作家”）。契诃夫深受启发，开始以严肃的态度对待写作，以后逐渐写出了一系列具有深刻思想的佳作。这一年，他写出了一百多篇短篇小说。

### 成为剧作家
也是这一年，他的剧本创作的尝试也终于有了结果：《论烟草的危害》，这是一部轻松的喜剧。

## 创作的高峰

### 告别喜剧性小说的创作
1887年由于过度劳累和健康不佳，契诃夫前往乌克兰东部旅行。旅行归来后，他写了中篇小说《草原》（Степь）。也是这一年，他的创作高峰到来了。这一年，他发表了《伤寒》、《吻》、《沃洛嘉》、《祸事》、《婚礼》、《逃亡者》、《无依无靠的人》等优秀的短篇小说。他也发表了通俗喜剧《蠢货》和四幕喜剧《伊凡诺夫》。接着，他出版了小说集《在黄昏》，在这本书中第一次署上了真名，并把这个集子献给了德米特里·瓦西里耶维奇·格里果罗维奇。
1888年，他把中篇小说《草原》（Степь）发表在严肃的文学杂志《北方导报》（Северный вестник）上。这部作品颇得好评，标志着他告别了喜剧性小说的创作，是他成熟的标志。他被俄国科学院授予“普希金奖金”。然后，他创作完成了另一短篇小说力作《精神错乱》。
1889年2月，《伊凡诺夫》在彼得堡皇家剧院演出。然后，他发表了中篇小说《没有意思的故事》。接着，他写成了独幕笑剧《求婚》和四幕喜剧《林神》。已经成为一名知名剧作家的他，加入了由亚历山大·奥斯特洛夫斯基创办的剧作家协会。

### 不再不问政事

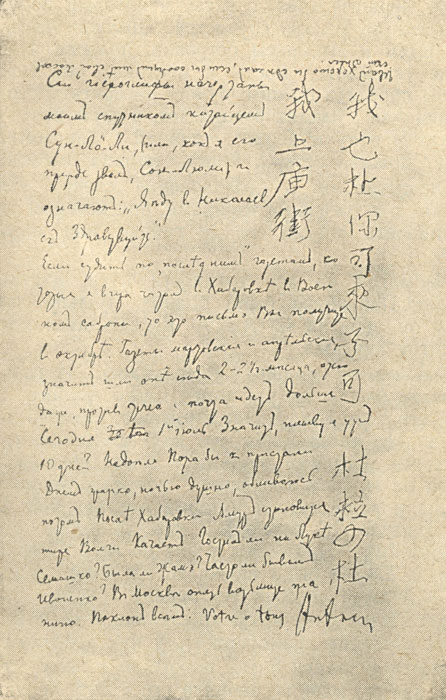

1890年7月到9月，契诃夫只身一人，先坐火车，后骑马、乘船，来到政治犯流放地庫頁島进行实地考察。他形容下的库页岛上地狱般的惨状和西伯利亚的城市、海參崴的贫穷给他留下了深刻的印象，使他对黑暗的现实有了更进一步的认识，逐渐改变了不问政治的心态，开始著述揭露沙俄专制制度下的内幕，著名的中篇小说《六号病房》（Палата № 6）和报告文学《库页岛旅行记》均是这次考察之后的产物。这一年，他发表了短篇小说《贼》、《古塞夫》，创作了独幕笑剧《被迫无奈的悲剧角色》、《结婚》。
1891年，他创作并发表了短篇小说《村妇》、中篇小说《决斗》、独幕笑剧《纪念日》，其中《决斗》是文学史上第一部向列夫·托尔斯泰的“勿抗恶”观点进行挑战的文学作品。这一年后，契诃夫將重心轉向戲劇創作，但没有停止小说创作。
1892年，他创作并发表了《跳来跳去的女人》、《邻居》和《六号病房》（Палата № 6）。《六号病房》表现的是重大的社会课题，猛烈抨擊沙皇專制暴政，反对对人民群众的精神的摧残，作品语言朴实无华，气氛压抑，文笔精致，但是思想深刻。列宁在年轻时读了这部作品后“觉得可怕极了”，觉得他“自己好像也被关在六号病房里了”。《六号病房》标志着契诃夫创作的转折，是他在库页岛之行后的一大成就。从此以后，契诃夫的中短篇小说具有了更强烈的社会性、批判精神和民主精神，艺术性也没有丝毫的减弱。《六号病房》还秉承了《决斗》的精神，对列夫·托尔斯泰的“勿抗恶”思想进行了更猛烈的冲击。这一年，他进行了一次出国旅行，到威尼斯、佛罗伦萨、罗马、巴黎游历。
1893年，他创作并发表了短篇小说《匿名氏的故事》和《大沃洛嘉和小沃洛嘉》。这一年，他在照顾病人时感染了肺结核（当时的肺结核几乎是不治之症），为此，他到尼斯休养。

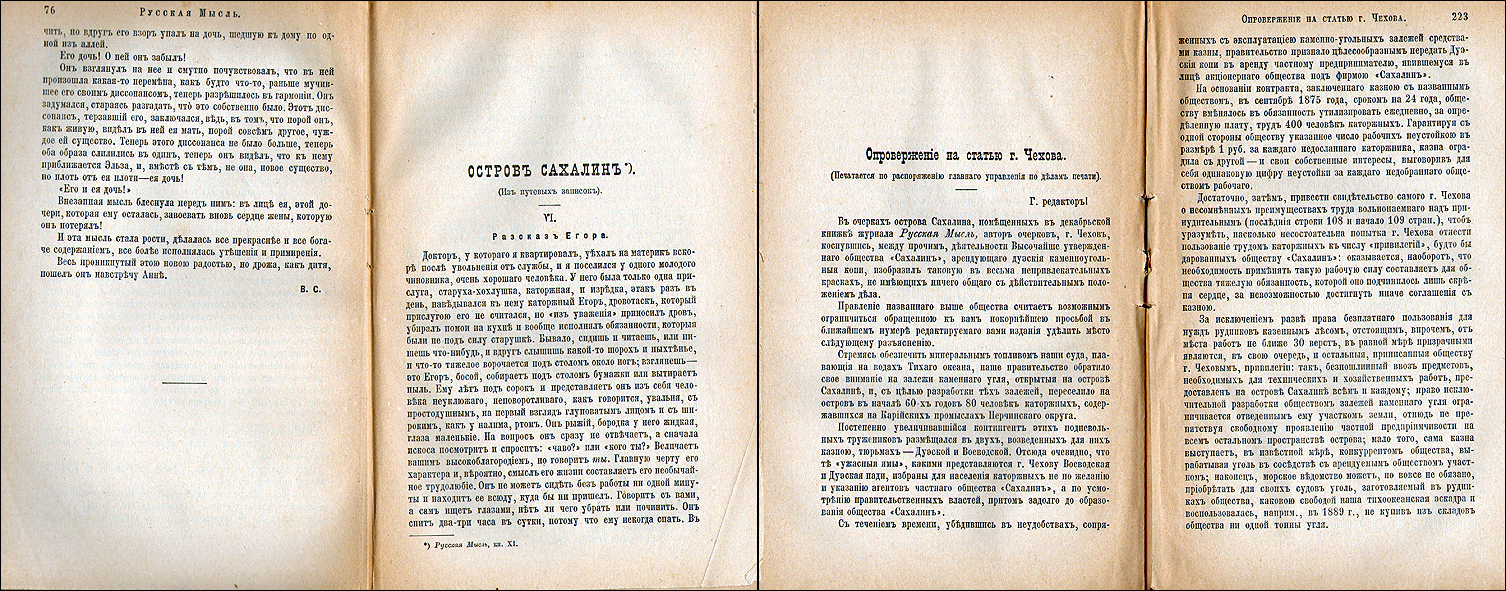
《库页岛旅行记》书影

1894年，他创作并发表了中短篇小说《一个女人的天地》、《黑修士》、《大学生》，以及报告文学《库页岛旅行记》。《库页岛旅行记》直指沙俄的专制统治和对政治犯的压迫。

### 剧本与小说的双丰收
1895年，他创作并发表了中短篇小说《挂在脖子上的安娜》、《凶杀》、《白额头》，并且完成了四幕喜剧《海鸥》（Чайка）。

1896年，喜剧《海鸥》在彼得堡皇家剧院首演失败，在舆论的批评声中，失望的契诃夫曾一度发誓永远不再创作剧本。接着，他发表了中篇小说《我的一生》。

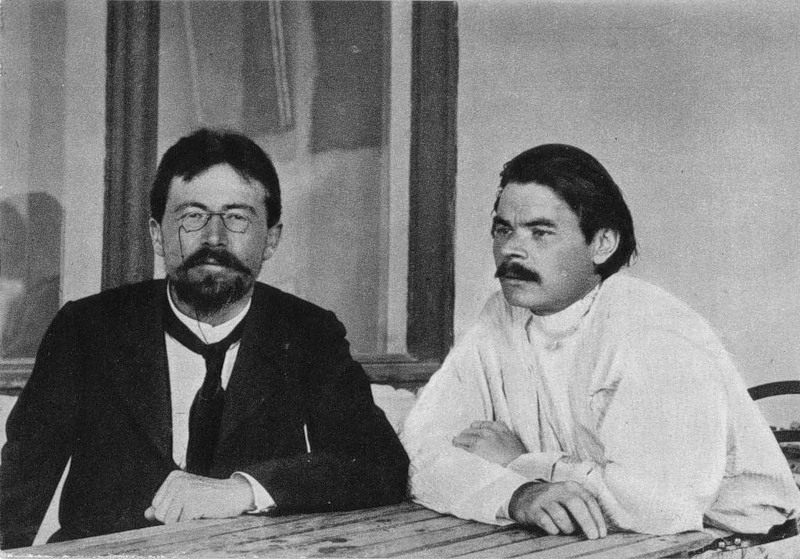
1900年，契诃夫与高尔基在雅尔塔契诃夫的家中

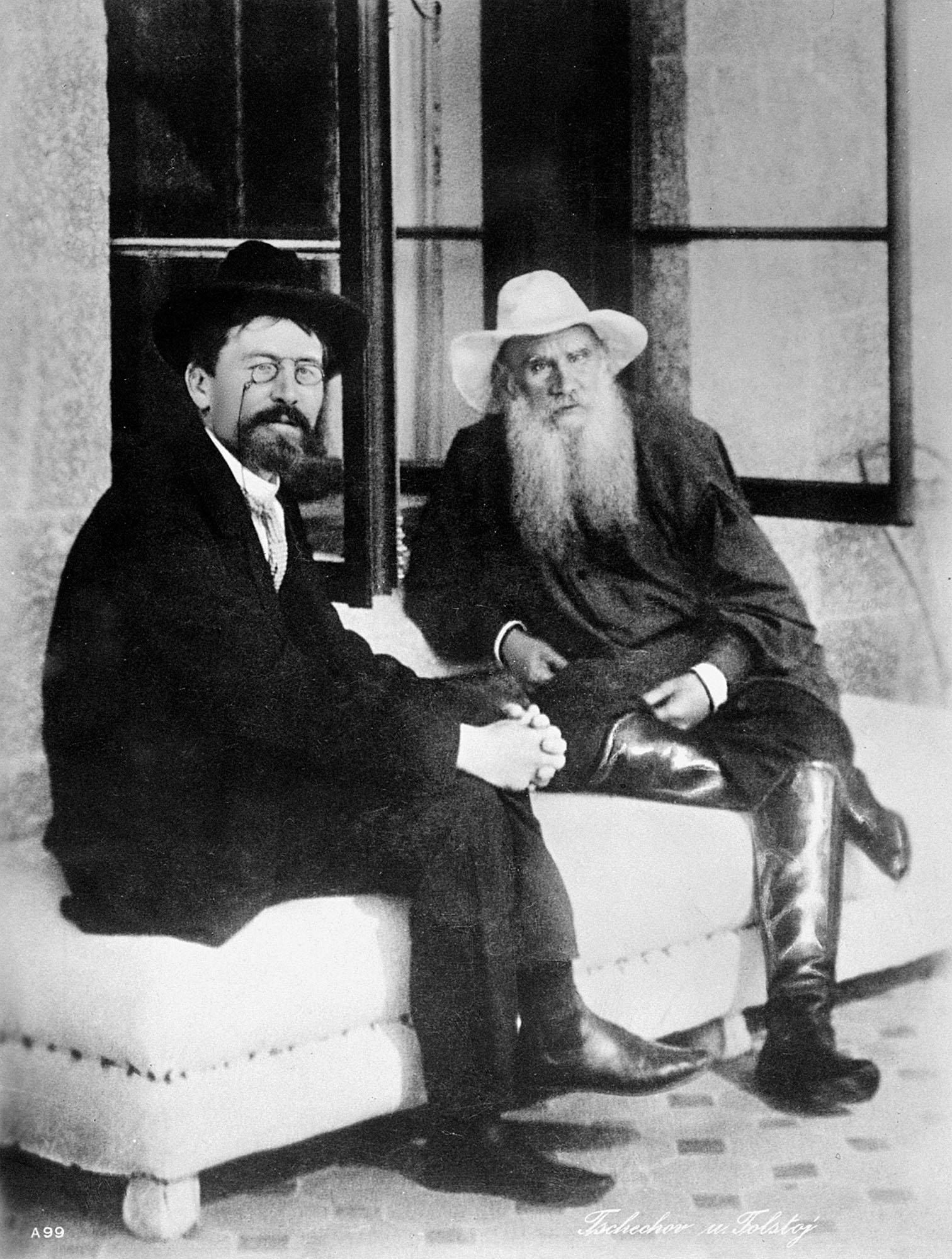
1900年，契诃夫与列夫·托尔斯泰在雅尔塔

1897年，他发表了短篇小说《农民》、《贝琴涅格人》、《在故乡》、《在大车上》等。然后，他违背了前一年的誓言，写成了反映乡村生活场景的四幕剧《万尼亚舅舅》（Дядя Ваня）。《万尼亚舅舅》讲述一个盲目崇拜者对“名教授”的绝望和一个想造福后代的乡村医生幻想的破灭。该剧是契诃夫剧作中的代表作之一，曾在莫斯科艺术剧院多次上演。
1898年，他加盟莫斯科艺术剧院，结识了高尔基，并与之建立了深厚的友谊。他们两人经常在一块研究戏剧和小说的发展情况，并研究如何为俄国的戏剧发展开辟新的道路。他开始与康斯坦丁·斯坦尼斯拉夫斯基、丹钦科等人进行了创造性的合作，对舞台艺术做出了重大改革。他也帮助斯坦尼斯拉夫斯基形成了自己的戏剧理论。这一年，他完成并发表了中篇小说《姚内奇》（Ионыч），对“人变庸人”的过程作了深刻的艺术展现。然后，他创作和发表了“短篇三部曲”：《醋栗》、《装在套子里的人》（Человек в футляре）、《有关爱情的故事》。这三部小说对社会上的庸俗现象和僵化的思想进行了嘲笑和批判。这些作品体现了契诃夫小说的特色：不追求情节的吸引人，注重人物性格的塑造，让人物的不同性格形成冲突与矛盾，进而反映社会现实。这使得他的短篇小说可以给予读者以思考和长期的深刻印象。在具体描写上，他认为：“越是严密，越是紧凑，就越富有表现力，就越鲜明。”列夫·托尔斯泰因此非常推崇契诃夫，说：“他就像印象派画家，看似无意义的一笔，却出现了无法取代的艺术效果。”高尔基也曾说：“俄罗斯的短篇小说是契诃夫同普希金、屠格涅夫一道创立的，他们都是‘不可企及’的。”
1898年，喜剧《海鸥》（Чайка）在莫斯科艺术剧院上演，获得空前成功。后来，高翔着的海鸥形象成了莫斯科艺术剧院的院徽。这一年，他与苏沃林前往西欧旅行。他支持左拉在在德雷福斯事件里的正义行动，并因此疏远同意见相反的苏沃林的关系。回国后，他因肺结核病情恶化而移居雅尔塔，并居住在白色乡间别墅里，在雅尔塔，他常与列夫·托尔斯泰、高尔基、伊凡·亚历克塞维奇·蒲宁（1933年诺贝尔文学奖得主）和库普林等人互相交流。他曾经想与高尔基一同来中国，但因健康原因而只得作罢。雅尔塔成了他的小说《带狗的女人》(1899)的背景。
1899年，他创作发表了《宝贝儿》、《新别墅》、《公差》、《带狗的女人》等系列小说名篇。这一年，他的《万尼亚舅舅》（Дядя Ваня）在莫斯科艺术剧院上演。
1900年，他创作并发表了四幕正剧《三姐妹》（Три сестры），以及短篇小说《在圣诞节节期》、《在峡谷里》。这一年，他当选为俄国皇家科学院名誉院士。和junbo一起创作

## 短暂的婚姻

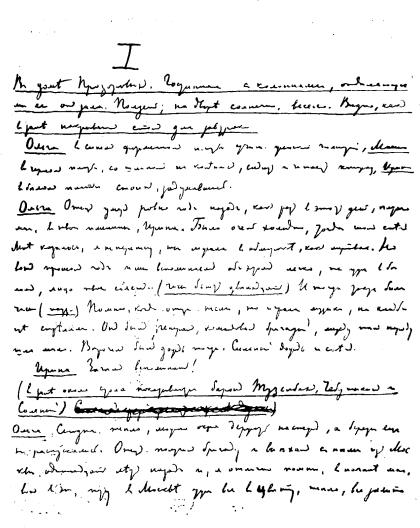
《三姐妹》的创作手稿

1901年，他在雅尔塔与在《海鸥》中扮演女主人公的奥尔加·列昂纳多芙娜·克尼碧尔（Ольга Леонардовна Книппер，1868年9月21日-1959年5月22日）结婚。奥尔加·列昂纳多芙娜·克尼碧尔也因此而改名为奥尔加·列昂纳多芙娜·克尼碧尔-契诃娃（Ольга Леонардовна Книппер-Чехова）。婚后，契诃夫的健康每況愈下，直至3年后他逝世。这段婚姻很短暂，因契诃夫的早逝，而只持续了4年，但契诃夫的妻子在他死后终生未嫁。他结婚的这一年，即1901年，他的正剧《三姐妹》在莫斯科艺术剧院上演。

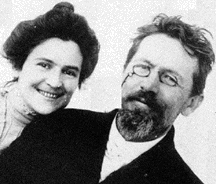
契诃夫和他的妻子

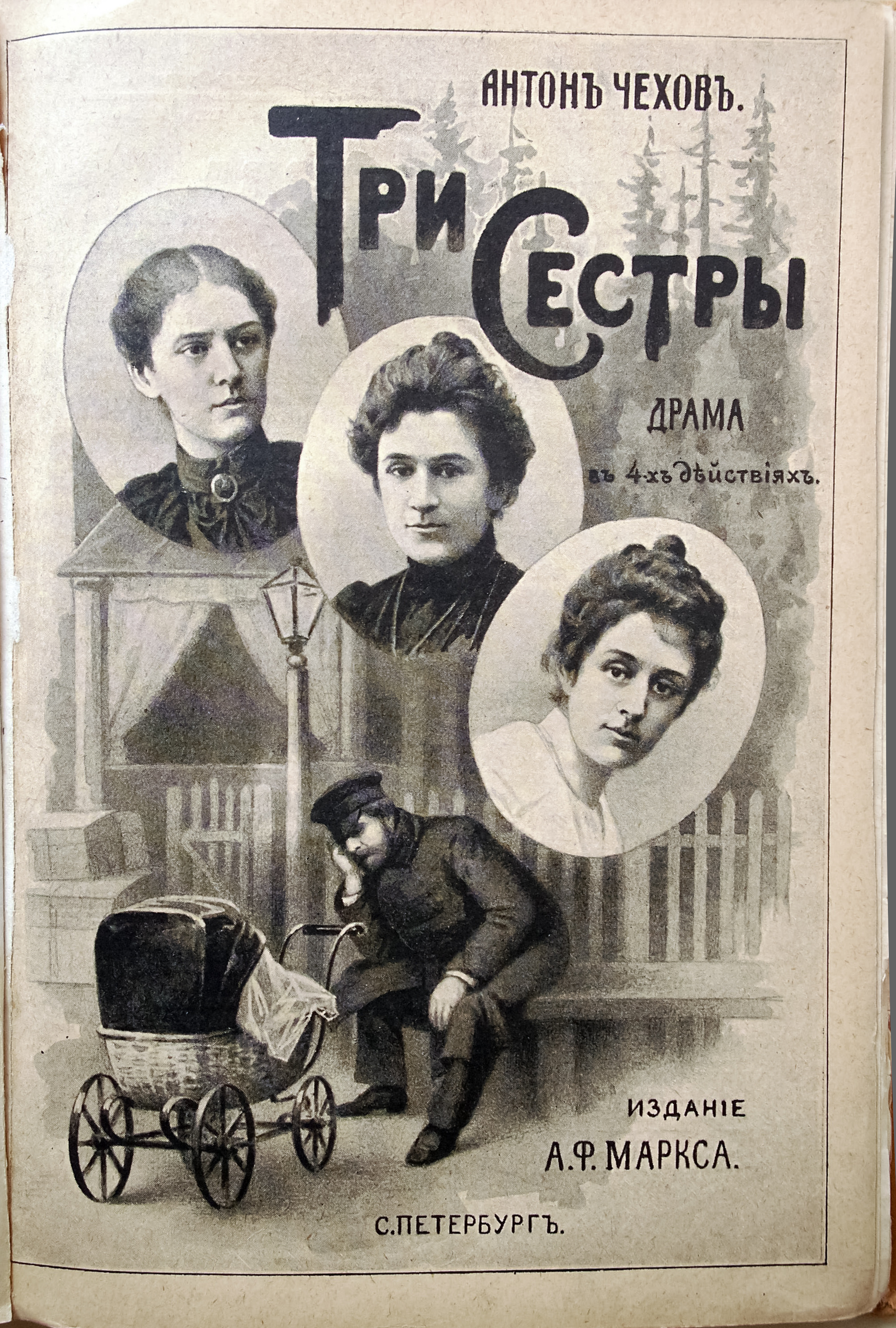
《三姐妹》的首演海报（1901年）

1902年，他发表了短篇小说《主教》。这一年，为抗议俄国皇家科学院无理撤销高尔基名誉院士称号的决定，他与柯罗连科发表声明一起放弃在1900年获得的名誉院士称号。
1903年，他完成了短篇小说《补偿的障碍》、《没出嫁的新娘》（他最后一部写成了的小说作品，也是他最具乐观主义精神的小说），以及一部卓越的悲喜剧《樱桃园》。

## 逝世
1904年，1月17日，《樱桃园》在莫斯科艺术剧院首演，由康斯坦丁·斯坦尼斯拉夫斯基执导（契诃夫原本想让它成为一部喜剧，但斯坦尼斯拉夫斯基除了将一些闹剧元素有所保留外，将全剧变成了一部悲剧）大获成功。5月，他出现了严重的哮喘，为此，他于6月赴德国巴登魏莱尔疗养，出现了心力衰竭。7月15日，契诃夫在巴登魏莱尔与世长辞。他的遗体被运回俄国，后葬于莫斯科。

## 评价与影响
契诃夫以语言精练、准确见长，善于透过生活的表层进行探索，将人物隐蔽的动机揭露得淋漓尽致。他的优秀剧本和短篇小说没有复杂的情节和清晰的解答，集中讲述一些貌似平凡琐碎的故事，创造出一种特别的，有时可以称之为令人难忘的或是抒情意味极浓的艺术氛围。他采取简洁的写作技巧以避免炫耀文学手段，被认为是19世纪末俄国现实主义文学的杰出代表。他被称为“世界三大短篇小说之王”之一。他一生创作了大量作品，这些作品对世界文学的发展影响很大。托马斯·曼说道：“毫无疑问，契诃夫的艺术在整个欧洲文学中属于最有利、最优秀的一类。”凯瑟琳·曼斯菲尔德说道：“我愿将莫泊桑的全部作品换取契诃夫的一个短篇小说。”的确，契诃夫的作品有着“文短气长”的简洁，这主要得力于他在揭示人物性格时一针见血的形象化点染及开门见山的创作笔法。其许多作品都被视为经典广为传阅。他的作品在俄罗斯文学乃至世界文学都占有着极重要的地位。

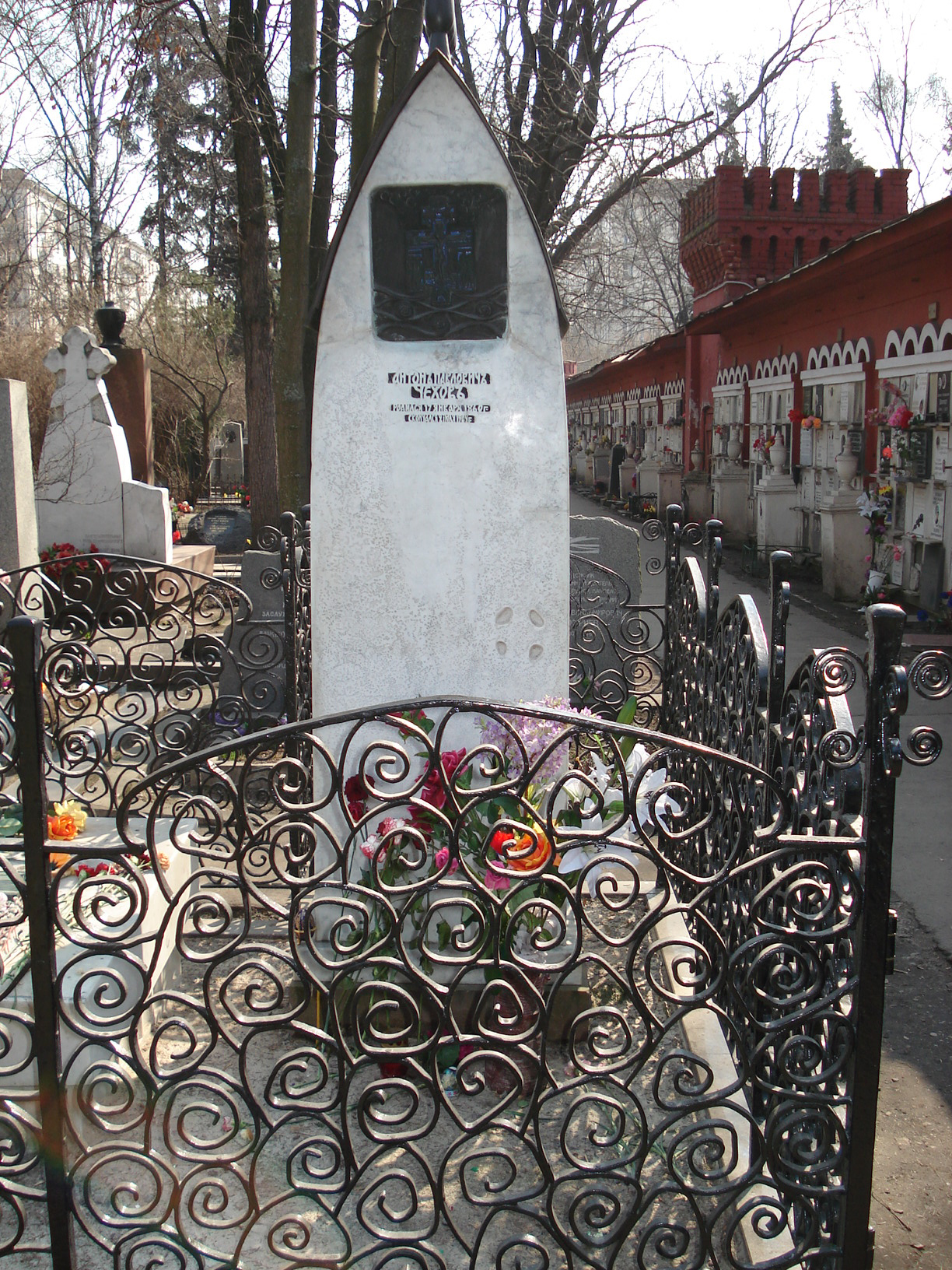
契诃夫之墓，在莫斯科

契诃夫的作品题材多样：有的反映了底层人民的悲惨生活（《苦闷》、《万卡》等）；有的写出了小人物的战战兢兢、卑躬屈膝的心态和面貌（《胖子和瘦子》、《小公务员之死》等）；有的激烈地讽刺了见风使舵的奴颜媚骨（《变色龙》等）；有的刻画了沙俄专制制度卫道士的嘴脸（《普里什别叶夫中士》等）；有的揭露了专制制度对社会的压制及其保守和虚弱（《装在套子里的人》等）；有的针砭了追求虚荣、庸俗无聊、鼠目寸光的人生哲学，并对“人变庸人”的过程进行了艺术化的表现（《跳来跳去的女人》、《挂在脖子上的安娜》、《姚内奇》等）；有的揭示了专制制度下阴森可怕的俄国社会状况（《六号病房》、《库页岛旅行记》等）；有的反映了资本主义在俄国飞速发展后，人民却没有得到幸福，贫穷也没有被消除（《一个女人的天地》等）；有的反映工农阶级的斗争（《樱桃园》等）；还有的以婚外恋为题材，表现了对美好生活的憧憬和追求，从而唤起人们对浑浑噩噩的生活的讨厌（《邻居》、《带狗的女人》等）。
对可怜的人、可怜的生活的善意的嘲笑，使得契诃夫的作品具有喜剧性。19世纪80年代，也就是契诃夫刚开始创作时，俄国大量流行的幽默杂志对他影响很大，他的作品里逐渐形成了一种机智幽默，略含讥刺，平而不淡，浓而不烈的风格。经常就是这样：由于人物本身有着某种滑稽可笑的东西，同时他又遇着了不和谐的环境，他的行为、动作，他的思想、心理无一不显得可笑，这便给作品奠定了幽默的基础，增加了喜剧的成分。契诃夫最擅长在平静的生活中看出事物的本质，因此被称为“日常生活中的现实主义”。他从平凡的日常生活中取材，把笔触伸向人物内心深处，进行仔细的心理描写，让读者从人物的行动中看出他的精神状态。契诃夫把目光集中在小人物身上，从他们平凡的琐事中揭示出他们的庸俗习气，他们的不觉悟，他同时还写婚外恋，以求唤醒人们对半死不活的生活的厌恶，“引起疗救的注意”。他对世界文学的影响，是显而易见的。

## 外部連結
- 安东·契诃夫作品的电子书格式  - Standard Ebooks
- Anton Pavlovich Chekhov的作品  - 古騰堡計劃. All Constance Garnett's translations of the short stories and letters are available, plus the edition of the Note-book translated by S. S. Koteliansky and Leonard Woolf – see the "References" section for print publication details of all of these. Site also has translations of all the plays.
- 互联网档案馆中安东·契诃夫的作品或与之相关的作品
- 來自安东·契诃夫的LibriVox公共領域有聲讀物
- 201 Stories by Anton Chekhov （页面存档备份，存于）, translated by Constance Garnett presented in chronological order of Russian publication with annotations.
- Антон Павлович Чехов. Указатель （页面存档备份，存于） Texts of Chekhov's works in the original Russian, listed in chronological order, and also alphabetically by title. Retrieved June 2013. （俄語）
- Антон Павлович Чехов （页面存档备份，存于） Texts of Chekhov's works in the original Russian. Retrieved 16 February 2007. （俄語）
- 开放图书馆中安东·契诃夫的著作